# Maybe I'll Catch Fire
Maybe I'll Catch Fire är det amerikanska punkbandet Alkaline Trios andra album, utgivet i mars 2000 på Asian Man Records. Det var deras sista album för Asian Man och deras sista med trummisen Glenn Porter.

## Låtlista
Samtliga låtar skrivna av Matt Skiba, Dan Andriano och Glenn Porter. 
1. "Keep 'Em Coming" - 4:10
2. "Madam Me" - 2:59
3. "You've Got So Far to Go" - 3:14
4. "Fuck You Aurora" - 4:49
5. "Sleepyhead" - 3:56
6. "Maybe I'll Catch Fire" - 3:07
7. "Tuck Me In" - 2:39
8. "She Took Him to the Lake" - 2:40
9. "5-3-10-4" - 2:56
10. "Radio" - 4:41
11. "This Is Getting Over You" (bonusspår) - 4:47
12. "I Lied My Face Off" (bonusspår) - 4:07
13. "Snake Oil Tanker" (bonusspår) - 1:22
14. "Goodbye Forever" (bonusspår) - 2:50